# توماس ميتشيل (ضابط)
توماس ميتشيل (بالإنجليزية: Thomas Mitchell)‏ هو ضابط أمريكي، ولد في 1857 في نيويورك في الولايات المتحدة، وتوفي في 18 يوليو 1942.